# Noir et blanc
Noir et blanc è un film del 1986 diretto da Claire Devers, vincitore della Caméra d'or per la miglior opera prima al 39º Festival di Cannes.

## Riconoscimenti
- Festival di Cannes 1986
  - Caméra d'or